# St. Firminus (Dötlingen)

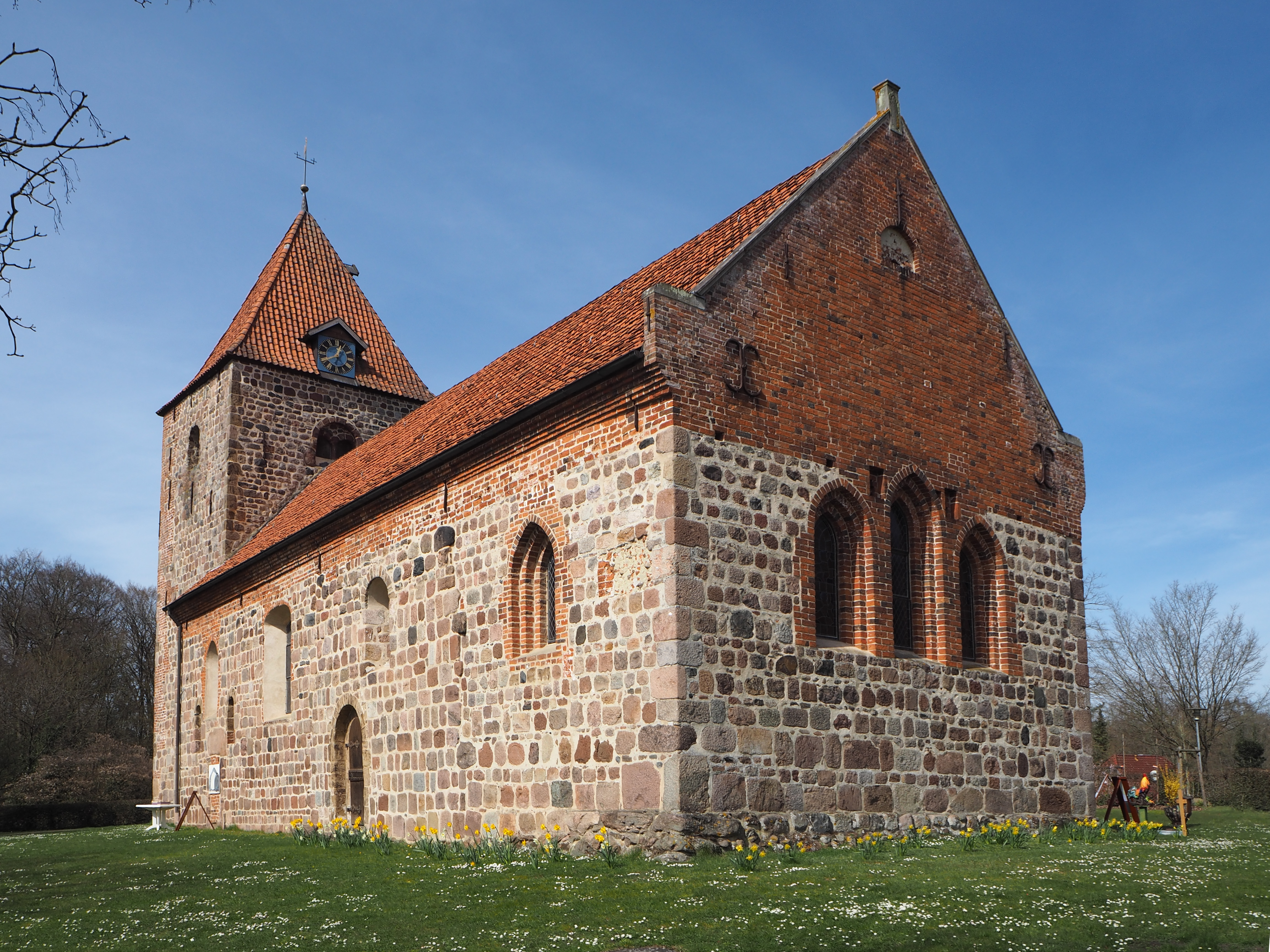
St.-Firminus-Kirche in Dötlingen

St. Firminus ist eine evangelisch-lutherische Kirche in der niedersächsischen Gemeinde Dötlingen (Landkreis Oldenburg). Die Feldsteinkirche ist benannt nach Firmin von Amiens, der im 3. Jahrhundert der erste Bischof von Amiens (Frankreich) war, als Märtyrer starb und als Heiliger verehrt wird.

## Bauphasen

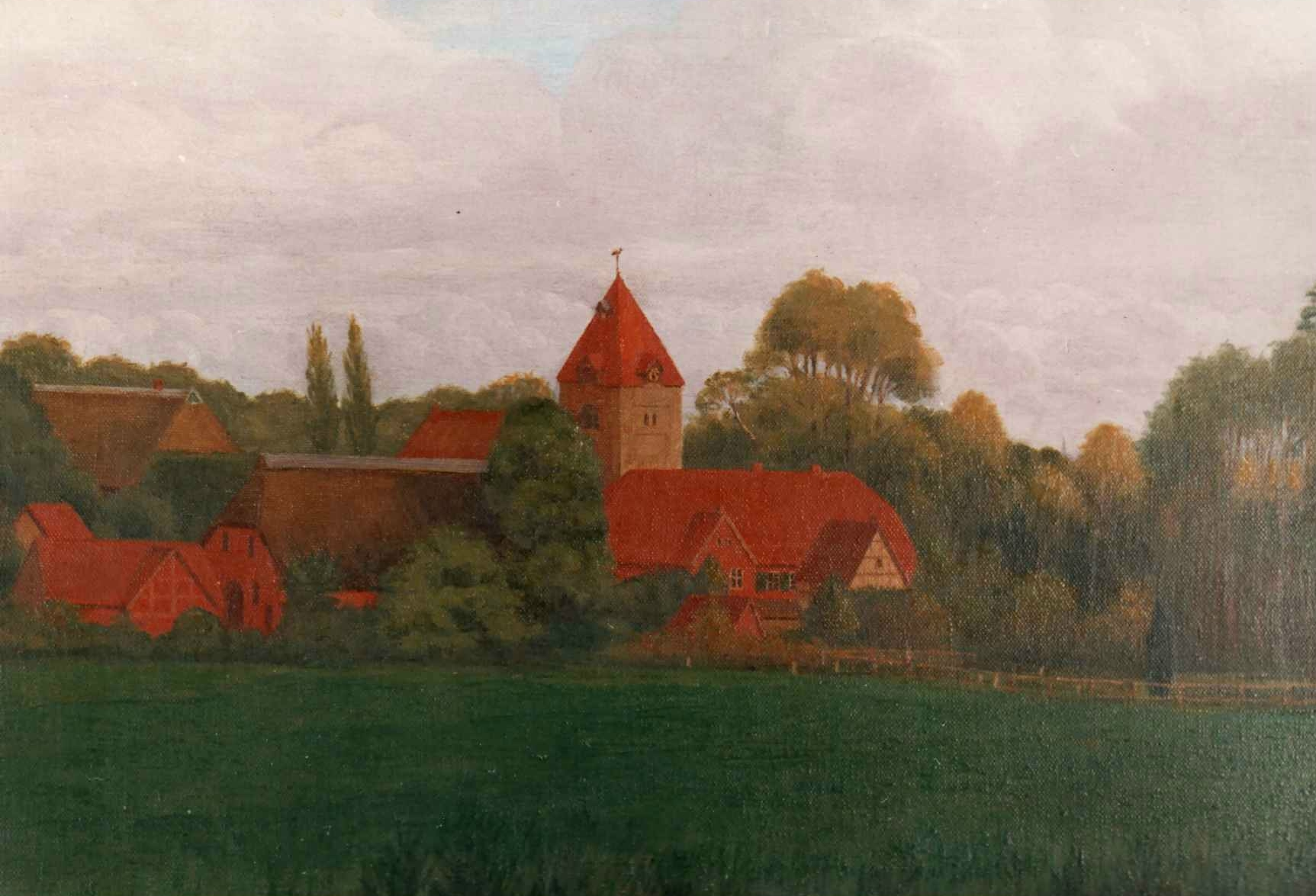
Wilhelm Scholkmann: Dötlingen um 1909

### Romanisch I
Obwohl die erste urkundliche Erwähnung aus dem Jahr 1270 stammt, ist die Kirche nach baugeschichtlichen Untersuchungen deutlich älter. Schon in der ersten Hälfte des 12. Jahrhunderts entstand der erste Massivbau aus behauenen Feldsteinen mit Backsteinergänzungen, eine rechteckige, vierjochige Saalkirche. Das Kirchenschiff hatte Ausmaße von ca. 12,5 m × 9,5 m, der Chorraum war etwa 6 m × 7 m groß, die Mauern besaßen eine Stärke von etwa 1 m. Im Westteil der Kirche gab es einen Nord- und einen Südeingang, die heute beide durch Ziegelmauerwerk verschlossen sind. Licht erhielt das Kirchenschiff durch jeweils drei Rundbogenfenster in der Nord- und Südwand, die in späteren Bauphasen teilweise zugemauert wurden. Das Dach bestand vermutlich aus Reet oder Stroh.

### Romanisch II
Mitte des 12. Jahrhunderts erfolgte dann der Anbau des Westturmes mit einer Höhe von etwa 24 m. Ab der 2. Hälfte des 12. Jahrhunderts wurde der Kirchenbau erweitert. Der Chorraum wurde abgebrochen, ein neuer Chor in der Breite des Langhauses mit Kreuzgratgewölbe und angefügter Apsis wurde erbaut. Licht erhielt der neue Chorraum durch je ein rundbogiges Fenster an der Nord- und Südseite.

### Gotisch
In der 2. Hälfte des 13. Jahrhunderts erfolgte dann die letzte Erweiterung des Baus. Die Apsis wurde abgebrochen, der Chorraum um ein fast gleich großes Joch mit Rippengewölbe mit Kastenrippen erweitert. Die Fenster dieses neuen Chores waren zum Teil in Kreuzform gestaltet und in Spitzbogentechnik. Die Kirche hatte nun eine Größe von etwa 31 m × 10 m, die Eindeckung des Daches bestand aus halbrunden Tonziegeln.
In diesem Zustand präsentiert sich die Kirche heute.

## Innenbereich

### Eingangsbereich
Durch das Westportal im Kirchturm betritt man heute die Kirche. Der Turmraum wurde 1923 als Gedenkstätte für die Kriegsopfer des Ersten Weltkrieges gestaltet. Eine Gedenktafel mit den Namen der Gefallenen wurde vom Kunstmaler Jan Zimmermann aus dem Werkhaus in Oldenburg entworfen. Die Deckenmalereien stammen vermutlich auch aus dem Wirkungskreis des Kunstmalers. Zudem befindet sich hier der Grabstein des 1723 verstorbenen und in der Kirche begrabenen Pastors Dietrich Veltmann.

### Empore
Eine hölzerne Winkelempore aus dem 17. Jahrhundert mit Darstellungen der 12 Apostel und des heiligen Firminus in den Holzfüllungen der Brüstung umgibt den westlichen und nördlichen Teil des Kirchenschiffes. Eine im 18. Jahrhundert erfolgte Erweiterung der Empore bis hinter den Altar hat man 1948 wieder entfernt. Die Malereien wurden 1948 durch den Kirchenmaler Hermann Oetken aufgebracht, ebenso die zwischen den Gemälden angeordneten Schriftfelder. 

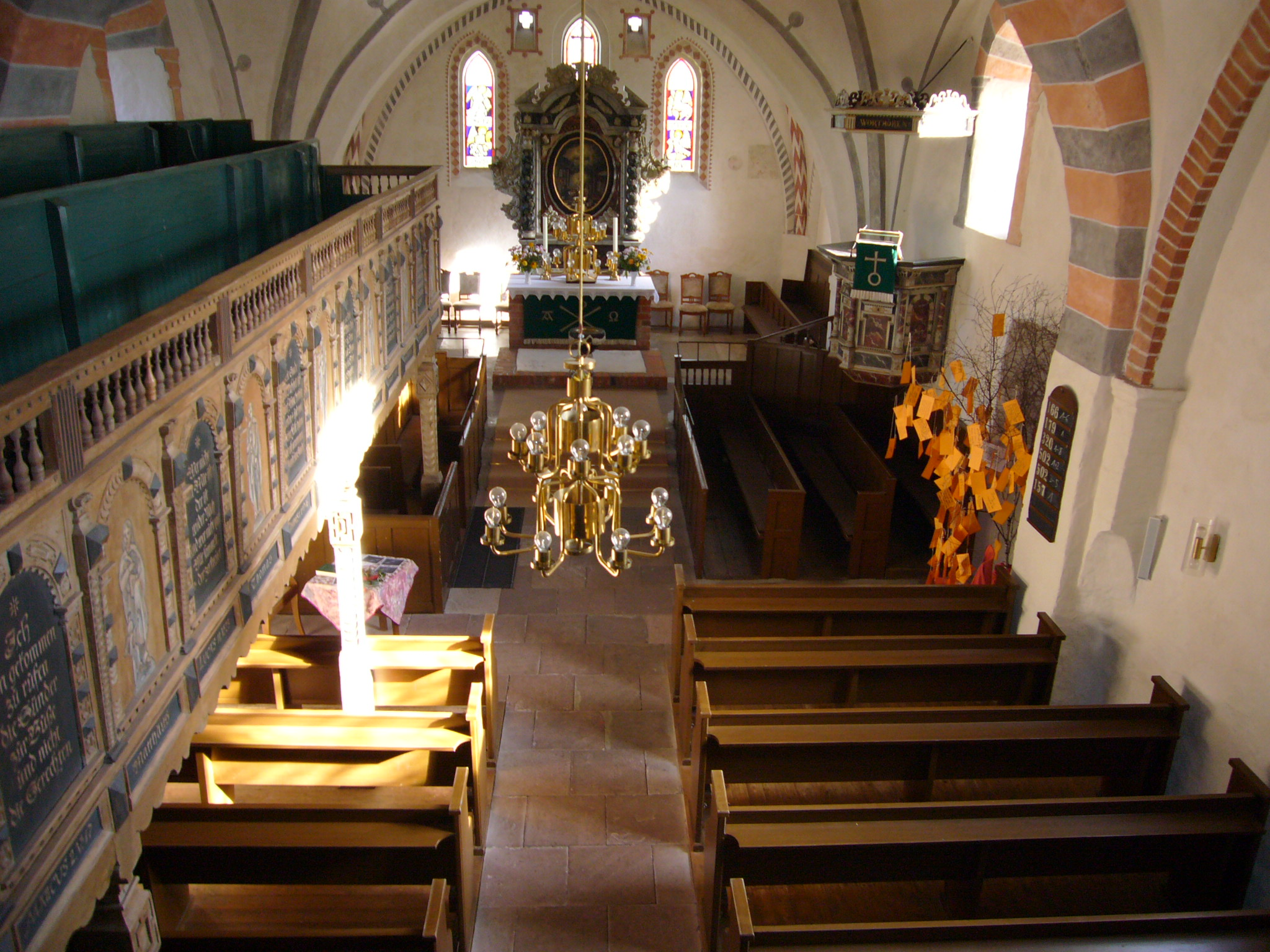
Blick von der Empore Richtung Altar
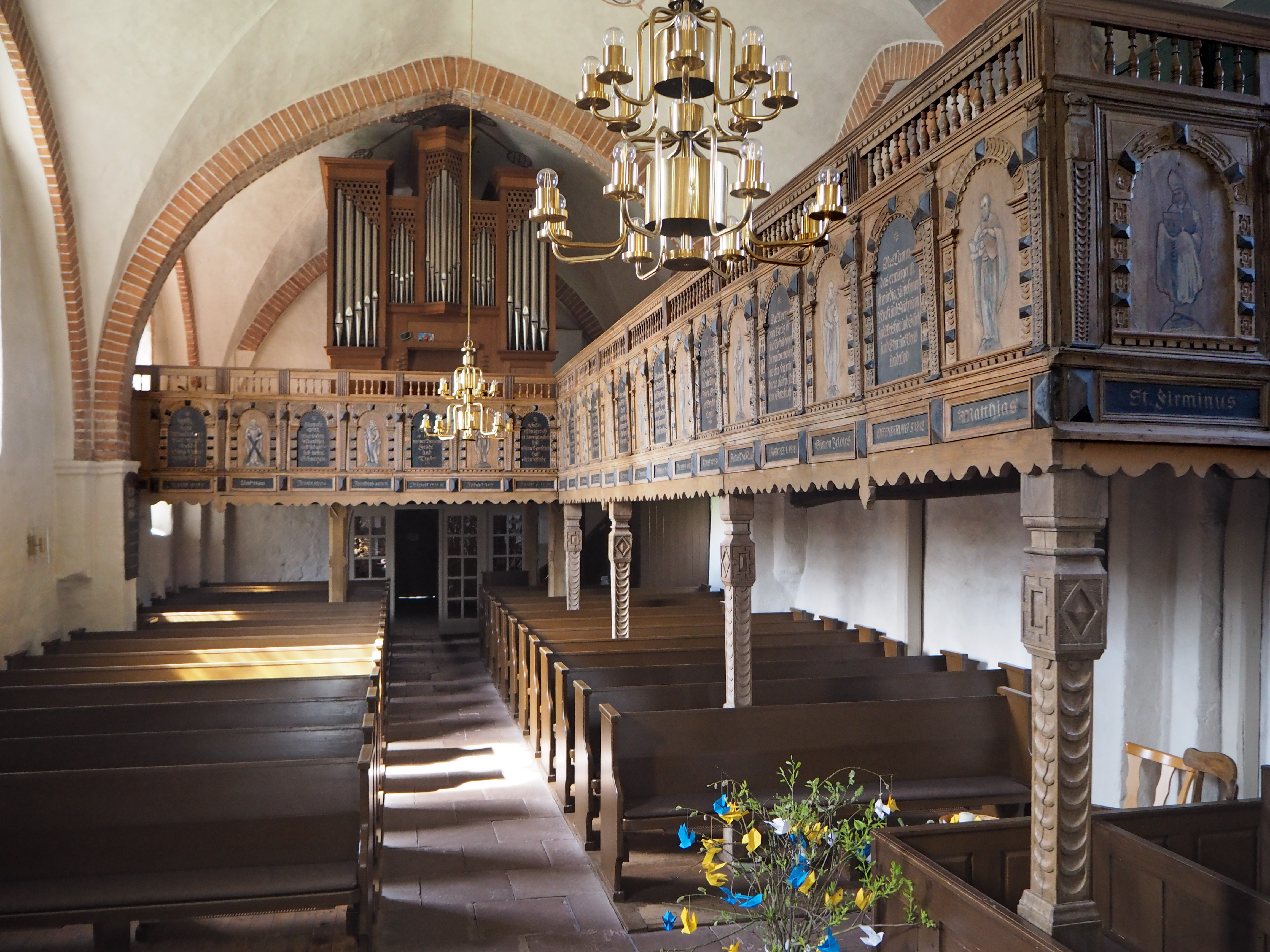
Blick auf die Orgel und die Empore
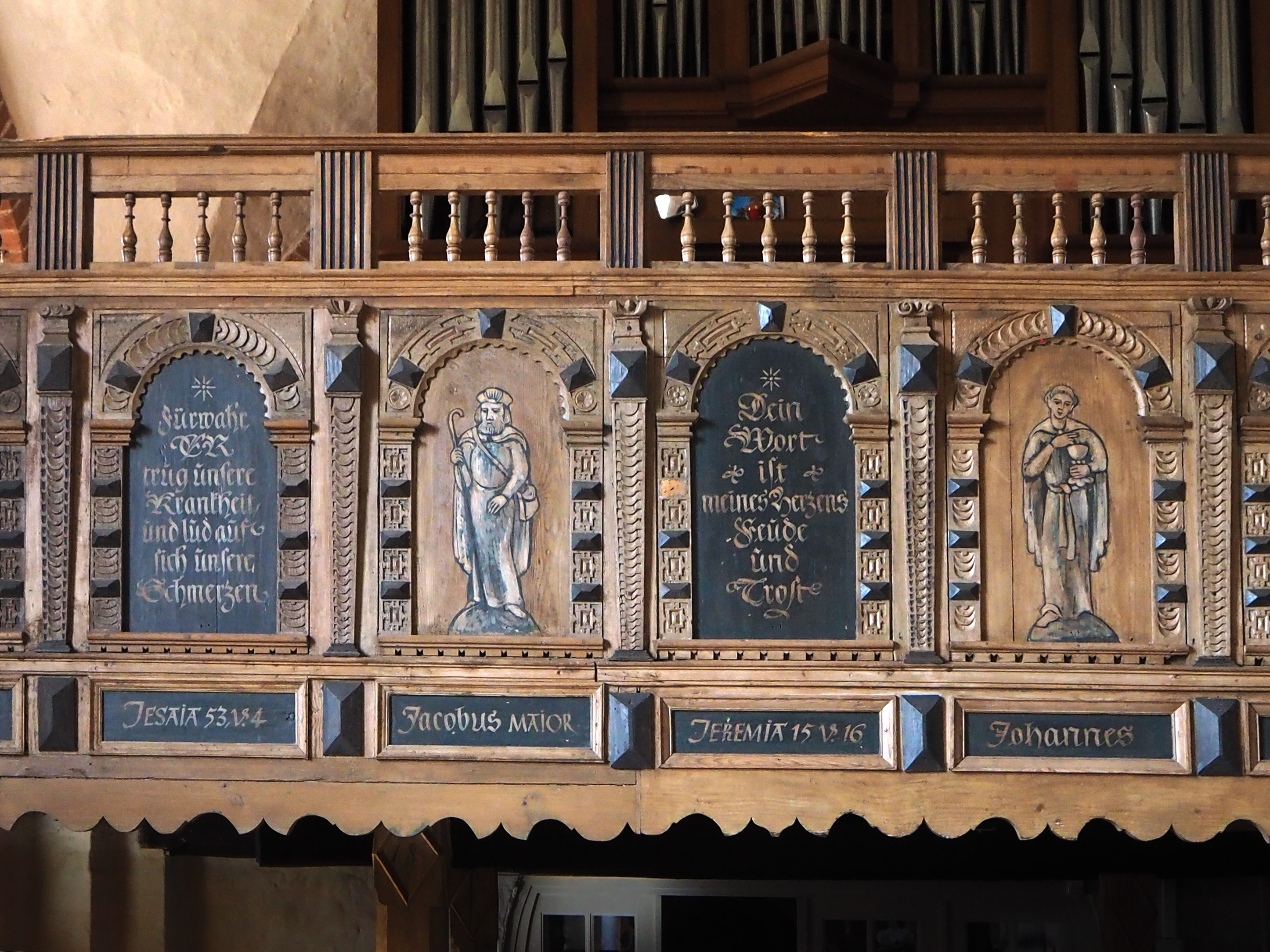
Holzfüllungen der Empore

### Altar
Der Altarstipes stammt aus der 2. Hälfte des 13. Jahrhunderts, der barocke Altaraufsatz wurde 1687 von Kaspar Elmendorf erstellt. Das Gemälde eines unbekannten Meisters, wohl auch aus dem späten 17. Jahrhundert, im Sockelgeschoss zeigt das Heilige Abendmahl. Das ovale Mittelbild mit der Darstellung der Dreifaltigkeit zeigt zudem die wesentlichen Bestandteile des lutherischen Gottesdienstes, nämlich Taufe und Wortverkündigung, und steht damit in der Tradition lutherischer Bekenntnisbilder in barocker Interpretation.

### Kanzel
Der Erbauer der 1644 vom Oldenburger Grafen Anton Günther gestifteten barocken Kanzel ist unbekannt. Die Bemalung stammt wie die des Altars aus der 2. Hälfte des 17. Jahrhunderts. Der darüberhängende Schalldeckel diente zur akustischen Verstärkung des predigenden Pastors. In dessen Feldern befindet sich umlaufend der Schriftzug "Selig sind, die Gottes Wort hören und bewahren" (Lukas 11,28).

### Taufständer
Der aus der 2. Hälfte des 17. Jahrhunderts stammende Taufständer ist aus Eichenholz gefertigt und wurde 2003 restauriert. Die Taufschale aus Messing wurde 1948 gefertigt.

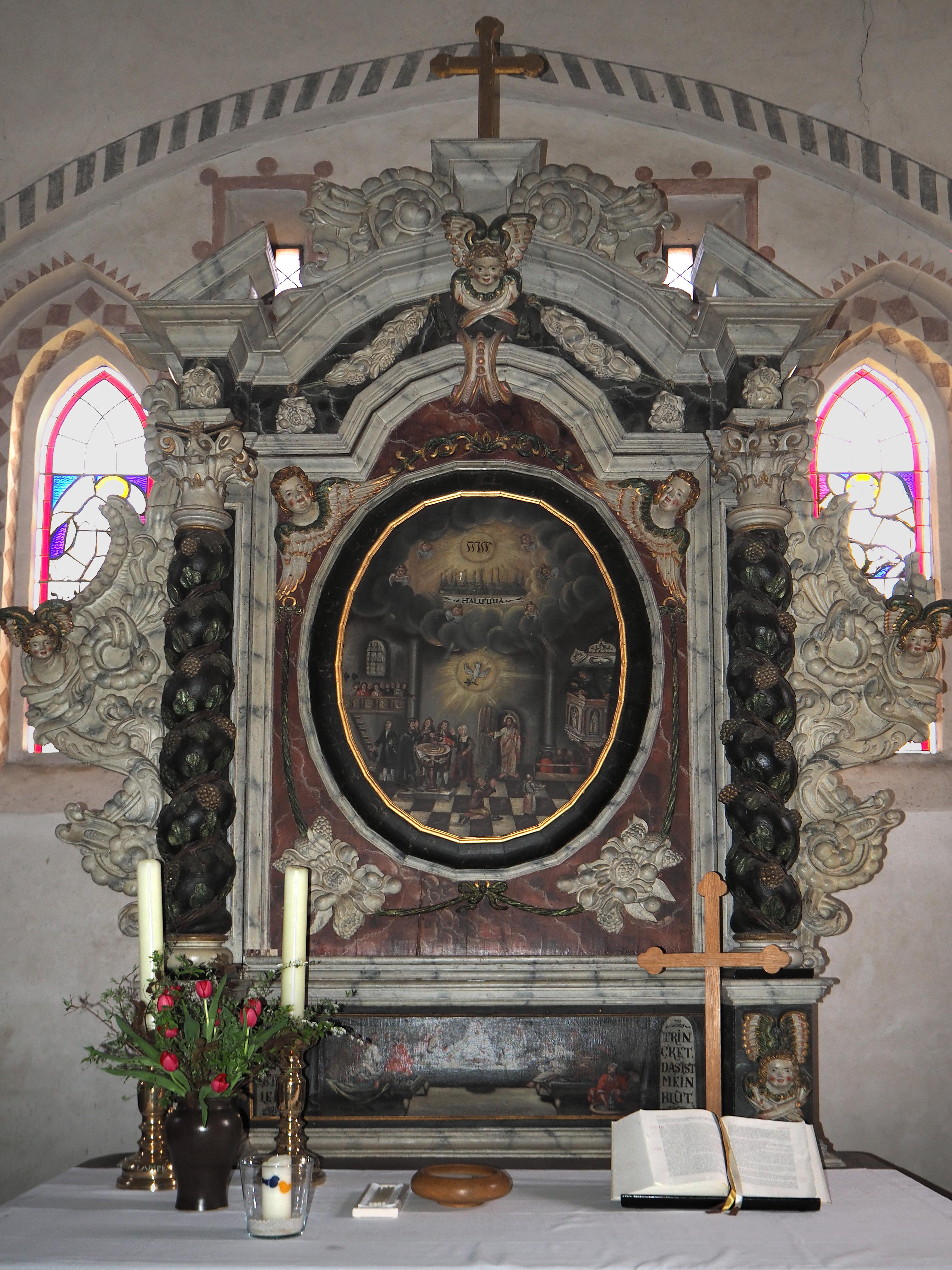
Barocker Altaraufsatz
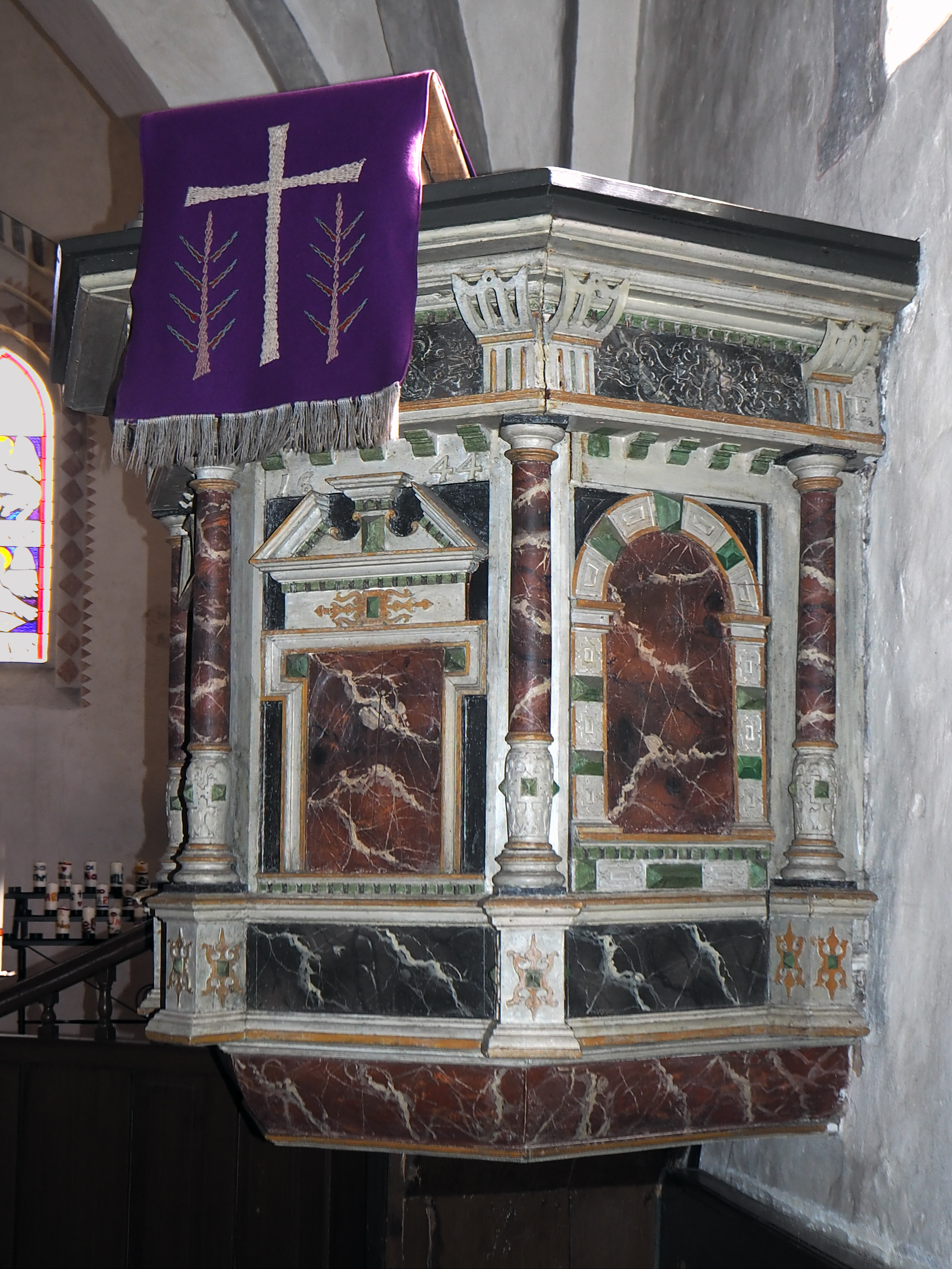
Barocker Kanzelkorb
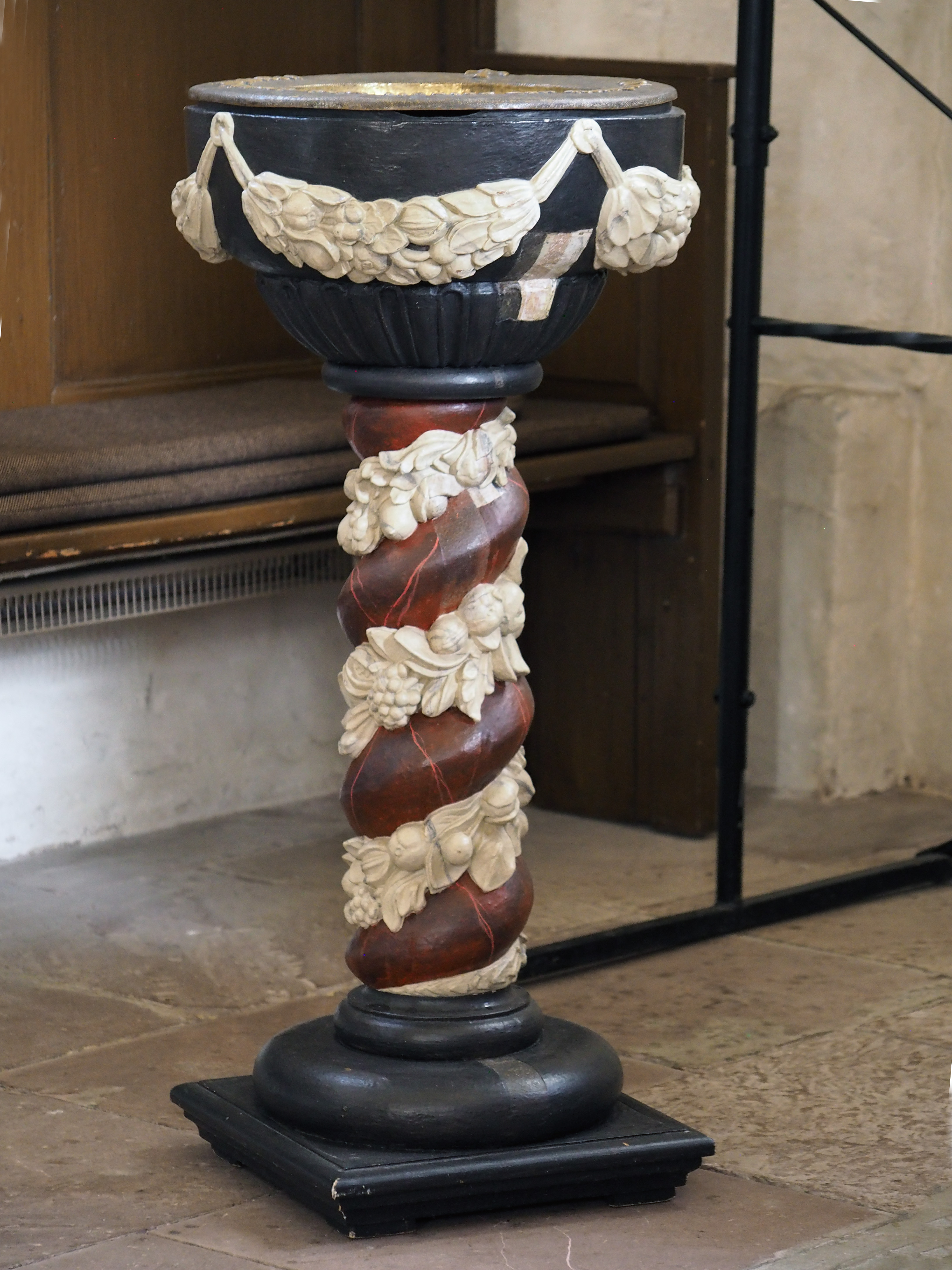
Taufständer (17. Jh.)

### Fenster
Die ursprünglichen Fenster wurden in den letzten Kriegstagen des Zweiten Weltkrieges zerstört. Die heutige Verglasung stammt aus dem Jahr 1997 und orientiert sich an Vorbildern aus dem 17. bis 19. Jahrhundert. Die Fensterverglasung in den gotischen Fenstern beiderseits des Altars sowie über der Eingangstür stammen von dem Glasmaler Georg Reiners aus dem Jahr 1947 und zeigen die Symbole der vier Evangelisten sowie eine Darstellung des Kampfes des Erzengels Michael mit dem Drachen.

### Ausmalungen
In Folge von Kriegsschäden wurden 1948 Renovierungsarbeiten erforderlich, die vom Kirchenmaler Hermann Oetken vorgenommen wurden. Dabei wurden größere Teile mittelalterlicher Ausmalungen freigelegt und ergänzt. Eine weitere Renovierung erfolgte 1997, bei der die mittelalterliche Erstausmalung der Gewölbe und Fensterrahmungen rekonstruiert wurde. Eine verbindliche Deutung der Motive gibt es bislang nicht, da sie sowohl als christliche Symbole als auch als Erinnerung an die heidnisch-germanische Mythologie interpretiert werden.

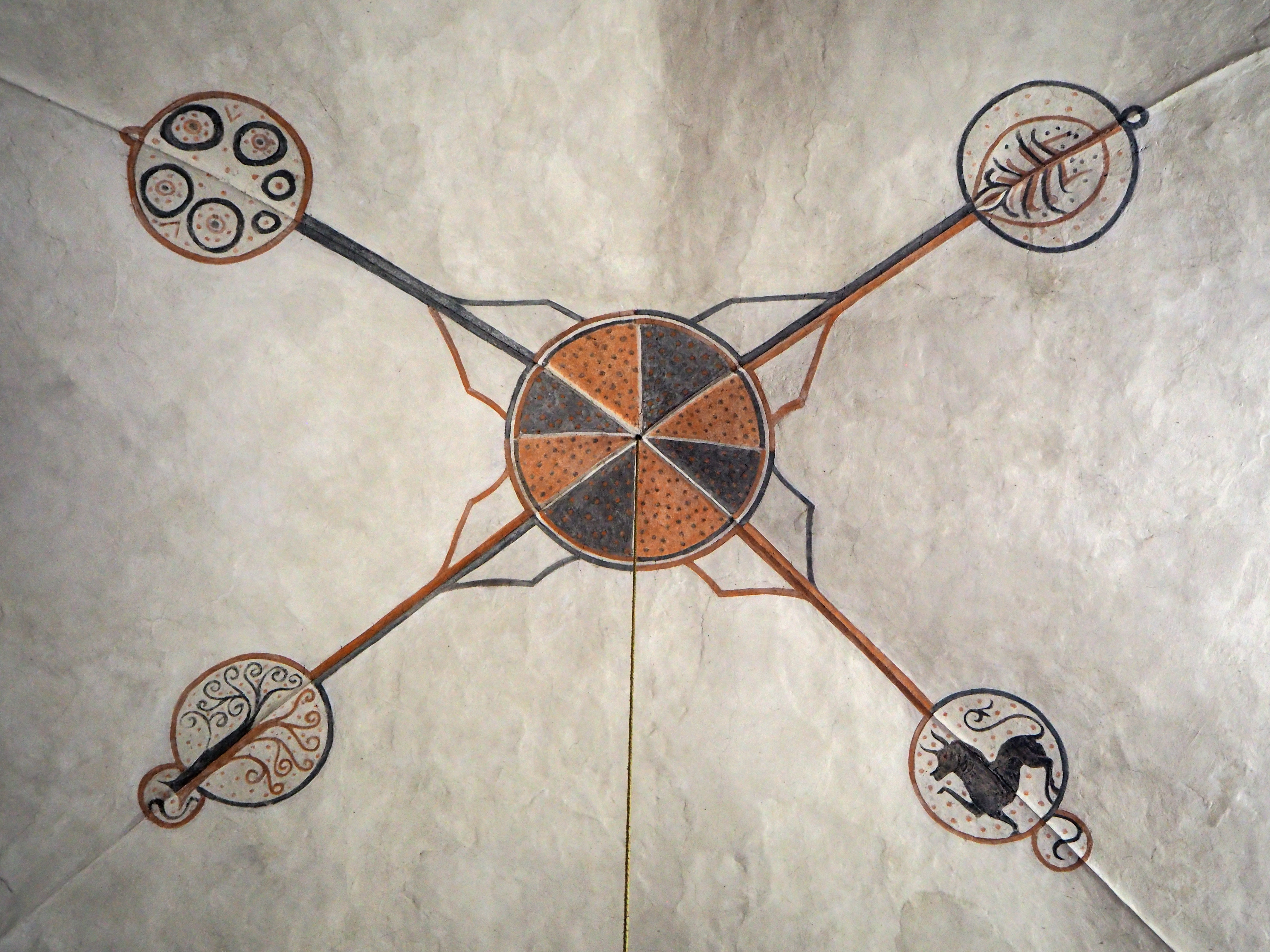
Gewölbemalerei
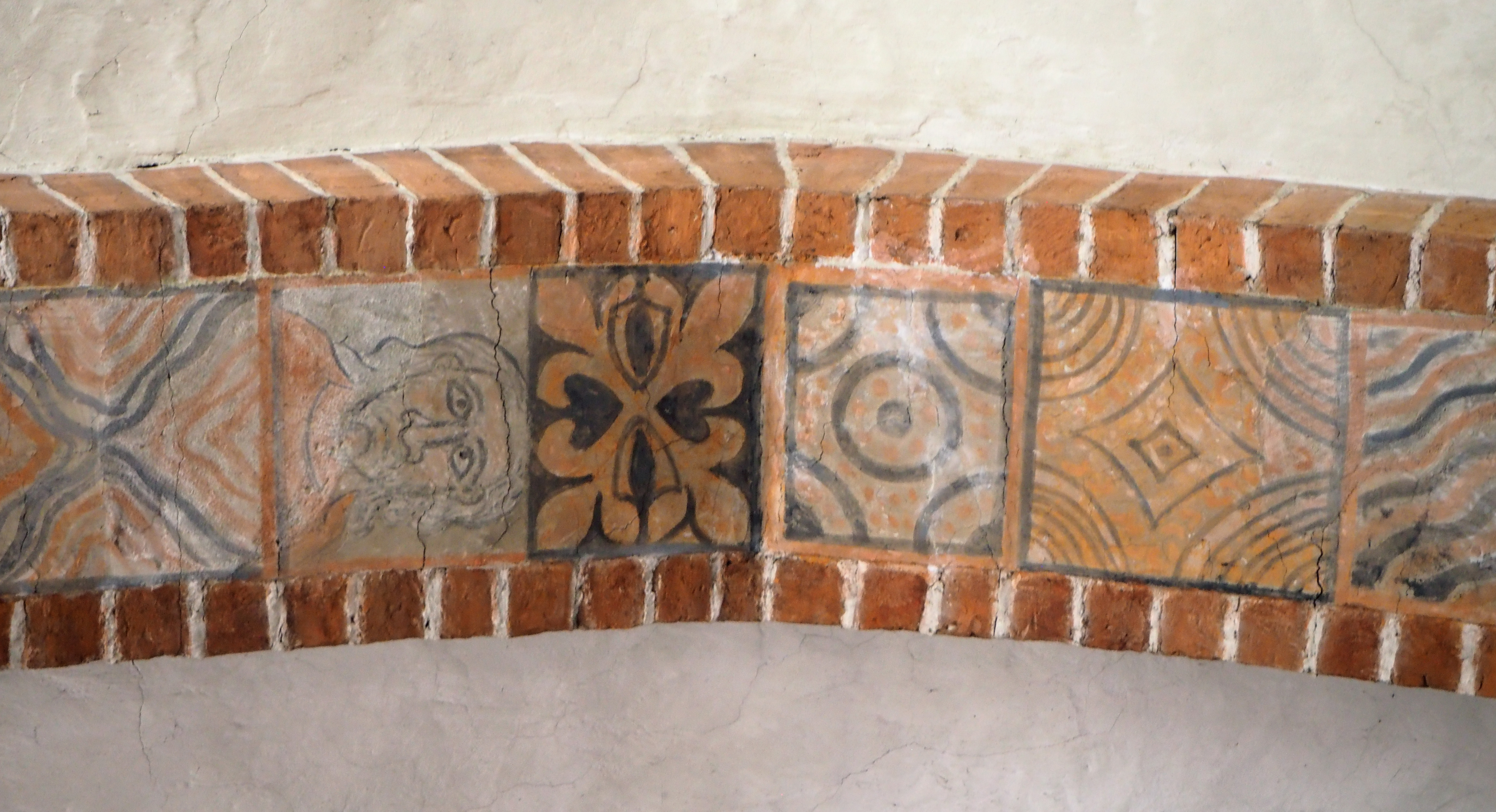
Malerei am Gurtbogen

## Orgel
Die erste Orgel aus dem Jahr 1717 stammte von Christian Vater. Ersetzt wurde sie 1892 von einer von Johann Martin Schmid erbauten Orgel. Die heutige Orgel der Firma Alfred Führer aus Wilhelmshaven stammt aus dem Jahre 1971. Sie wurde 2002 grundüberholt. Sie hat 17 Register mit 1072 Pfeifen über zwei Manuale und Pedal.